# 渡辺敏史
渡辺 敏史（わたなべ としふみ、1967年1月28日 - ）は、日本の編集者であり、自動車評論家。
福岡県出身、専修大学経営学部卒業。出版社である企画室ネコ（現ネコ・パブリッシング）において自動車雑誌やバイク雑誌の編集に携わった後、フリーランスとして独立した。現在は雑誌やウェブサイトなどに連載を持つなどしている。

## 著作
- 近頃のクルマ馬鹿読本　（ネコパブリッシング、1997年）